# 군사 간베에
《군사 칸베에》(일본어: 軍師官兵衛 군시 칸베에[*])는 2014년 1월 5일부터 12월 21일까지 방송된 NHK의 53번째 대하드라마이다. 일본의 대하 드라마에서는 매우 드물게 임진왜란을 직접 다뤘다.

## 기획・제작
2012년 10월 10일에 제작 발표되어, 주역에 V6의 오카다 준이치, 각본에는 마에카와 요이치가 기용되는 것이 발표되었다.
촬영은 2013년 8월 20일의 이바라키 로케로 크랭크 인 해, 27일에는 NHK의 스튜디오에서 촬영이 개시되어, 캐스트진이 동석한 취재회가 열렸다.

## 의의
NHK 대하드라마로서는 사상 최초로 임진왜란을 생략하지 않고 그대로 묘사하였다는 상당한 역사적 의의가 있다.(제42회~제45회)
시나리오 상 임진왜란은 도요토미 히데요시가 깊은 치매로 인해 일으킨 전쟁으로 묘사하고 있으며 여기에서 조선에 출병한 다이묘들이 아무짝에도 쓸모도, 명분도 없는 전쟁을 하는 동안 서로 싸우고 조선의 매우 나쁜 기후로 인해 고생하기도 하는 묘사가 있다. 참고로 황해도에서 잡아왔다는 조선 백성들이라는 사람들이 황해 방언이 아닌 충청 방언을 쓴다는 점 정도의 소소한 고증 오류도 보인다.

## 등장인물

### 쿠로다 가문

#### 쿠로다 일문
쿠로다 칸베에 - 오카다 준이치 (어린시절:와카야마 키라토)
(만키치 → 쿠로다 칸베에 → 쿠로다 죠스이)
하리마 히메지성 주·쿠로다 씨의 적장자. 도요토미 정권에 대해서는 부젠국 나카츠를 다스리던 다이묘. 아명은 만키치(万吉), 관례 뒤의 휘는 요시타카(孝高), 출가 후에는 죠스이엔세이(如水円清)로 자칭한다. 세례명은 시메온(Simeon). 예전에는 아버지와 마찬가지로 코데라(小寺) 성도 칭하고 있었다.
테루 - 나카타니 미키
(테루 → 쇼후쿠인)
칸베에의 아내. 쿠시하시 사쿄노스케의 차녀.
쿠로다 나가마사 - 마츠자카 토오리 (어린시절:아키모토 레이/소년기:와카야마 키라토)
칸베에의 적장자. 아명은 쇼쥬마루(松寿丸).
쿠로다 모토타카 - 시바타 쿄헤이
칸베에의 아버지. 하리마 국 히메지성의 옛 성주. 코데라가(家) 중신.
쿠로다 시게타카 - 류 라이타
칸베에의 할아버지. 모토타카의 아버지. 쿠로다가(家) 선대당주.
이와 - 토다 나호
칸베에의 어머니.
이토 - 타카하타 미츠키
하치스카 코로쿠의 딸. 나가마사의 정실.
에이 - 요시모토 미유
도쿠가와 이에야스의 생질녀(씨다른 동생 다케히메의 딸), 후에 양녀. 나가마사의 후처. 쿠로다 가문과 유대를 갖기 위해 나가마사와의 혼인.
누이 - 후지요시 쿠미코
칸베에의 계모. 모토타카의 후처.
쿠로다 큐무 - 류 다이스케
칸베에의 숙부, 모토타카의 남동생. 형과 같이 코데라씨를 칭했다.
이데 토모우지 - 이이다 키스케
칸베에의 숙부, 모토타카·큐무의 남동생.
쿠로다 효고노스케 - 우에키 요헤이
칸베에의 남동생. 형과 같이 코데라씨를 칭했다.
쿠마노스케 - 이마이 유키
칸베에의 차남.
키쿠 - 츠키지 히요리
나가마사의 딸.

#### 쿠로다 가문의 무장들
모리 코헤에 - 시오미 산세이
칸베에의 부역. 쿠로다가(家)의 중신.
모리 부헤에 - 나가이 마사루
칸베에의 측근. 코헤에의 아들.
쿠리야마 젠스케 - 하마다 가쿠
칸베에의 가신. 전에는 쿠리야마 촌의 농민.
모리 타헤에 - 하야미 모코미치
(타헤에 → 모리 타헤에)
칸베에의 가신.
이노우에 쿠로에몬 - 타카하시 잇세이
칸베에의 가신. 전에는 모토타카의 가신.
고토 마타베 - 츠카모토 타카시 (어린 시절:카와구치 카즈나/소년 시절:마츠시마 카이토)
(마타베 → 고토 마타베)
칸베에의 가신.
원래는 코데라가 가신의 가문이었지만 어린 나이에 전쟁 고아가 되자 칸베에가 데려온다.
게야 몬도 - 슌푸테이 쇼타
쿠로다가(家)의 척후.
쿠로다 카즈시게 - 코바야시 유키치
카토 마타자에몬의 아들. 아명은 타마마츠(玉松).
오노 코벤 - 츠지모토 유키
나가마사의 가신.
키치다유 - 하야시 료가
타헤에의 적장자.
오쿠보 이노스케 - 혼고 겐
쿠로다가(家) 가신.
노무라 타로베 - 와타나베 신이치로
모리 타헤에의 동생. 우츠노미야 시게후사를 암살할 때 처음으로 그를 찔렀다.

#### 쿠로다 가문의 시녀들
오후쿠 - 아치와 사토미
테루의 시녀.
오미치 - 후쿠시마 리라
테루의 시녀.
오키쿠 - 타카하타 코토미
이와의 시녀.
오쿠니 - 나카가와 쇼코
테루의 시녀.
오유우 - 나카무라 에리코
테루의 시녀.
오타케 - 스가와라 사치코
테루의 시녀.
오토미 - 겐카쿠 유코
이토의 시녀.

### 도요토미 가문

#### 도요토미 일문
도요토미 히데요시 - 타케나카 나오토
(도치키로→키노시타 도키치로→하시바 히데요시→도요토미 히데요시)
천하인. 원 오다 노부나가의 가신.
오네 - 쿠로키 히토미
(오네 → 키타노만도코로 → 고다이인)
히데요시의 정실.
요도 - 니카이도 후미
(챠챠→요도)
히데요시의 제2 정실. 노부나가의 조카로서, 이치의 첫째딸.
도요토미 히데츠구 - 나카오 아키요시
히데요시의 조카.
도요토미 히데나가 - 카시마 노리토시
(키노시타 코이치로→하시바 코이치로→도요토미 히데나가)
히데요시의 남동생. 통칭은 코이치로(小一郎).
미나미도노 - 츠지모토 미즈키
히데요시의 측실.
하시바 히데카츠 - 쿠라모토 히라쿠
히데요시의 양자. 오다 노부나가의 4남
도요토미 히데요리 - 하야마 쇼노 (어린시절:코미노 라이키)
히데요시와 챠챠의 사이에서 태어난 차남. 초명은 히로이(拾).
츠루마츠
히데요시와 챠챠의 사이에 태어난 장남. 초명은 스테(棄). 태어나서 3년 후 급서(急逝).

#### 타케나카 가문
타케나카 한베에 - 타니하라 쇼스케
히데요시의 참모, 오다가(家) 가신. 전에는 사이토가(家)의 가신.
타케나카 시게노리 - 키무라 유우타
한베에의 동생.
후와 산다유 - 타니모토 하지메
타케나카가(家) 가로.
타케나카 시게요시 - 히로타 료헤이
분고 타카다 성주・타케나카 시게토시(한베에의 사촌)의 적장자. 한베에의 오촌 조카에 해당한다.

#### 도요토미 가문의 가신
이시다 미츠나리 - 타나카 케이
히데요시의 측근. 통칭은 사키치(佐吉).
막달레나(Magdalena) - 이시노 마코
오네의 시녀. 고니시 유키나가의 어머니.
코니시 유키나가 - 오시나리 슈고
도요토미가(家) 가신.
마에다 토시이에 - 요코우치 타다시
도요토미가(家) 다이로(大老).
하치스카 코로쿠 - 피에르 타키
오우미 카와나미슈의 두목.
카토 키요마사 - 아베 신노스케 (소년기:소마 신타)
히데요시의 먼 친척이다. 아명은 토라노스케(虎之助).
후쿠시마 마사노리 - 이시구로 히데오 (소년기:요시오카 하루토)
히데요시의 먼 친척이다. 아명은 이치마츠(市松).
마시타 나가모리 - 아리조노 요시키
도요토미가(家) 가신.
아사노 나가요시 - 나가모리 마사토
도요토미가(家) 가신.
나츠카 마사이에 - 사쿠마 테츠
도요토미가(家) 가신.
사이쇼 죠타이 - 에토 칸사이
도요토미가(家) 가신.
이코마 치카마사 - 사코 요시
도요토미가(家) 추로(中老).
오타니 요시츠구 - 무라카미 신고
도요토미가(家) 가신.
오오노 하루나가 - 시마오 야스히토
도요토미가(家) 가신.
호소카와 타다오키 - 마루 잇타
도요토미가(家) 가신.

#### 오다가(家) 구신(옛 신하, 旧臣)
타카야마 우콘 - 이쿠타 토마
셋츠 타카츠키 성 주. 아라키 가신. 세례명은 유스토(Justus).
이케다 츠네오키 - 오오하시 고로
오다, 이후 하시바가(家) 가신.
삿사 나리마사 - 오오타니 료스케
오다, 후 도요토미가(家) 가신.
모리 나가요시
하시바가(家) 가신.

### 도쿠가와 가문
도쿠가와 이에야스 - 테라오 아키라
미카와국의 다이묘로서, 히데요시의 천하 통일 후에 관동으로 이봉한다. 오다 노부나가의 맹우.
이이 나오마사 - 아즈마 미키히사
도쿠가와가(家) 가신.
혼다 타다카츠 - 시오노야 마사유키
도쿠가와가(家) 가신.
사카키바라 야스마사 - 나카무라 이쿠지
도쿠가와가(家) 가신.

### 하리마 사람들

#### 코데라 가문
코데라 마사모토 - 카타오카 츠루타로
하리마 고챠쿠 성 주. 쿠로다가(家)의 주근.
오콘 - 타카오카 사키
코데라 마사모토의 본처.
쿠시하시 사쿄노스케 - 마스오카 토오루
시카타 성 주. 코데라가(家)의 중신. 코데라 모토타카의 종형제.
쿠시하시 사쿄노신 - 카네코 노부아키
사쿄노스케의 적남, 테루·리키 자매의 오빠. 코데라 모토타카의 근신.
오고 요시토시 - 이소베 츠토무
코데라가(家) 가로.
에다 젠베 - 우에스기 쇼조
코데라가(家) 가로.
타나베 쇼에몬 - 시라쿠라 유지
코데라 마사모토의 근습. 코데라가(家)의 연척.
코데라 우지모토 - 야나기시타 토모 (어린 시절:야마다 히나타 / 소년기:아이자와 유아)
마사모토의 적남. 아명은 이츠키(斎).
오고 노부아키 - 니카이도 오사무
오고 요시토시의 조카.

#### 아카마츠 가문
엔만 - 마로 아카지
타츠노 사이호사의 승려.
아카마츠 마사히데 - 단 지로
타츠노 성 주.
이시카와 겐고 - 마스 타케시
아카마츠가(家)의 중신. 전에는 코데라가(家)의 중신.
요시다 헤이조 - 야마모토 요시로
이시카와 겐고의 가신.
아카마츠 히로히데 - 노이리 토시키
아카마츠 마사히데의 적장자.
하야시 사몬 - 나카타 아츠오
아카마츠 히로히데의 중신.

#### 우라가미 가문
오타츠 - 미나미사와 나오
젠에몬의 딸. 칸베에의 소꿉친구.
우라가미 키요무네 - 다테 준이치
무로츠 성주·우라가미 마사무네의 적남.
우라가미 마사무네 - 니이로 토시마사
하리마 무로츠 성주.

#### 코즈키 가문
리키 - 사카이 와카나
코즈키 카게사다의 아내. 사쿄노스케의 장녀. 테루의 언니. 사쿄노신의 여동생.
코즈키 카게사다 - 츠치히라 돈페이
하리마국 코즈키 성주. 리키의 남편.
스즈 - 우치다 아이
카게사다의 장녀.
하나 - 마우
카게사다의 차녀.
타카시마 키치에몬
코즈키가(家) 중신.

#### 동부 하리마 세력
벳쇼 요시스케 - 벤가루
미키 성 주·벳쇼 나가하루의 숙부. 벳쇼 시게무네의 형.
벳쇼 시게무네 - 사토이 켄타
미키 성 주·벳쇼 나가하루의 숙부. 벳쇼 요시스케의 남동생.
벳쇼 나가하루 - 이리에 진기
하리마 미키 성 주.
칸키 요리사다 - 오카 마사시
칸키 성 주.
벳쇼 토모유키 - 사사노 유마
벳쇼 나가하루의 동생.

#### 그 외의 하리마 사람들
이부키 젠에몬 - 비토 이사오
히루미네 신사의 기도사. 오타츠의 아버지.
이부키 분시로 - 엔도 카나메
히루미네 신사의 기도사. 젠에몬의 생질.
센키치 - 마부치 호마레
쿠시하시 영내에 사는 소년.

### 오다 가문

#### 오다 일문
오다 노부나가 - 에구치 요스케
오와리국의 대영주.
오노 - 우치다 유키
노부나가의 본처.
도타 고젠 - 오오타니 나오코
노부나가·노부유키의 어머니.
오다 노부유키 - 오제키 신지
노부나가의 남동생.
오다 노부타다 - 나카무라 토모야
노부나가의 적장자.
오다 노부타카 - 나카야마 마세이
노부나가의 삼남.
오다 노부카츠 - 코사카이 쇼타
노부나가의 차남.
산보시
노부타다의 적장자.

#### 시바타 가문
시바타 카츠이에 - 콘도 요시마사
오다가(家)의 중신 필두. 통칭은 곤로쿠(権六).
시바타 카츠마사 - 하나조노 나오미치
시바타가(家) 가신.
이치 - 우치다 쿄코
노부나가의 여동생. 챠챠의 어머니. 아자이 나가마사의 부인. 3명의 딸이 있다.
하츠
이치의 둘째딸.
고우
이치의 셋째딸.

#### 아케치 가문
아케치 미츠히데 - 슌푸테이 코아사
오다가(家)의 중신. 전에는 아시카가 요시아키의 측근.
린 - 이시바시 안나
미츠히데의 딸, 아라키 무라츠구의 아내.
사이토 토시미츠 - 오기 시게미츠
아케치가(家) 가신. 야마자키 전투에서 전사.
아케치 히데미츠 - 토바 준
아케치가(家) 가신. 오린의 남편.
미조오 쇼베에 - 나가쿠라 다이스케
아케치가(家) 가신.

#### 셋츠의 무리(衆)
아라키 무라시게 - 타나카 테츠시
셋츠 국 낭인.
다시 - 키리타니 미레이
무라시게의 정실.
나카가와 키요히데 - 오미야 타로
셋츠 이바라키 성 주. 아라키 가신.
아라키 큐자에몬(이케다 토모마사) - 이노우에 하지메
아라키가(家) 가신.
아라키 무라츠구 - 나카야마 타쿠야
무라시게의 장남.
아라키 고로에몬 - 나가무네 요시미치
아라키가(家) 가신.
이케다 이즈미 - 카이베 츠요시
아라키가(家) 가신.
헤이키치 - 노나카 이사오
무라시게의 병졸.
사토 - 오카모토 야스요
다시의 시녀.
후사 - 코다치 미도리
다시의 시녀.
타카야마 토모테루 - 코바야시 카츠야
우콘의 아버지. 아라키가(家) 가신.
카토 마타자에몬(카토 시게노리) - 하마다 마나부
아라키가(家) 가신.
타니자키 신키치 - 마사나 보쿠조
쿠로다가(家)의 하인. 원래 아라키 가신. 사토의 남편.
마타베 - 후지노 다이키
아라키 무라시게의 내버려진 아이. 후의 이와사 마타베.

#### 그 외의 오다 가신
니와 나가히데 - 카츠노 히로시
오다가(家)의 중신.
타키가와 카즈마스 - 카와노 타로
오다가(家) 가신.
사쿠마 노부모리 - 타치가와 미츠타카
오다가(家) 가신.
만미 센치요 - 타나카 코타로
오다가(家) 가신. (노부나가의 시동출신)
호소카와 후지타카 - 하세가와 키미히코
오다가(家) 가신. 원래 요시아키의 측근.
모리 란마루 - 카키자와 하야토
노부나가의 시동.
하세가와 소린
오다가(家) 가신. 혼노지의 변 직후, 밀서를 지녔던 사자를 히데요시에게 보냈다.

#### 아마고의 무리(党)
야마나카 시카노스케 - 벳쇼 테츠야
아마고가(家) 가신.
아마고 카츠히사 - 스다 쿠니히로
아마고가(家) 당주.
카메이 신쥬로 - 세키 타카아키
아마고가(家) 옛 신하.

### 아시카가 쇼군가(家)
아시카가 요시아키 - 후키코시 미츠루
(아시카가 요시아키(足利義秋) → 아시카가 요시아키(足利義昭))
무로마치 막부 15대 쇼군. 아시카가 요시테루(무로마치 막부 13대 쇼군)의 남동생.
마키시마 아키미츠 - 고쿠보 죠지
아시카가가(家) 가신.
아시카가 요시테루
무로마치 막부 13대 쇼군. 마츠나가 히사히데에게 습격을 받고 암살당한다.

### 모리 가문
코바야카와 타카카게 - 츠루미 싱고
모리가(家)의 중신. 아키국의 옛 국주. 모리 모토나리의 삼남.
시미즈 무네하루 - 우카지 타카시
모리가(家) 가신. 빗츄타카마츠성주.
안코쿠지 에케이 - 야마지 카즈히로
모리가(家) 외교승.
킷카와 모토하루 - 요시미 카즈토요
모리가(家)의 중신. 모리 모토나리의 차남.
모리 테루모토 - 미우라 코타
모리가(家) 당주. 아키 코리야마성 주.
우라 무네카츠 - 사토 타카히로
모리가(家)의 무장.
카츠라 히로시게 - 야마나카 류스케
모리가(家) 가신.
킷카와 모토나가 - 데아이 마사유키
모리가(家)의 무장. 킷카와 모토하루의 적장자.
코바야카와 히데아키 - 아사리 요스케
코바야카와 다카카게의 양사자(養嗣子). 오네의 조카.
킷카와 히로이에 - 카토 라이
모리가(家)의 중신. 킷카와 모토하루의 아들.
히라오카 요리카츠 - 이마이 토모히코
코바야카와 히데아키의 가로.
코바야카와 모토후사 - 미야사카 켄타
모리가(家) 가신.
카츠라 히로시게
모리가(家) 가신.

### 우키타 가문
우키타 나오이에 - 진나이 타카노리
빗츄 국 다이묘.
오센 - 후에키 유코(유민)
나오이에의 첩.
우키타 히데이에 - 타케다 코헤이
나오이에의 적장자. 아명은 하치로(八郎).
임진왜란 당시 총대장에 임명된다.
우키타 타다이에
나오이에의 남동생.

### 그 외의 반(反) 오다 세력
켄뇨 - 마시마 히데카즈
이시야마 혼간지의 법주.
마츠나가 히사히데 - 미키 커티스
야마토 시기산 성 주.
사이토 타츠오키 - 사이토 유
미노국 이나바야마 성 주.

### 부젠 우츠노미야 가문
우츠노미야 시게후사 - 무라타 타케히로
부젠국 키이타니 영주.
츠루 - 이치카와 유이
시게후사의 딸.
우츠노미야 토모후사 - 하시모토 아츠시
시게후사의 적장자.

### 오토모 가문
오토모 소린 - 카미죠 츠네히코
큐슈 분고국의 다이묘.
요시히로 무네유키 - 마토바 코지
오토모가(家) 가신.
오토모 요시무네 - 마스다슈이치로
(오토모 요시무네(大友義統) → 오토모 요시무네(大友吉統))
오토모 소린의 적장자. 이전 이름은 요시무네(義統).
무나카타 시게츠구 - 탄코보 키바지
오토모가(家) 가신.

### 그 외의 큐슈・시코쿠의 다이묘
시마즈 요시히사 - 나가사와 토시야
큐슈 사츠마 국의 다이묘.
초소카베 모토치카 - 다이아몬드 카츠타
시코쿠 토사 국의 다이묘.
시마즈 요시히로 - 카사하라 류지
요시히사의 동생.
요시히로 무네유키 - 마토바 코지

류조지 마사이에
큐슈 히젠국의 다이묘.
시마즈 토시히사
요시히사의 동생.
시마즈 이에히사
요시히사의 동생.

### 오다와라 호조 가문
호조 우지마사 - 이부키 고로
칸토 사가미국의 다이묘.
호조 우지나오 - 하네다 마사요시
호조 우지마사의 적장자.

### 조정
요시다 카네카즈 - 호리우치 마사미
쿠게(관료).
아케치 미츠히데에게 정이대장군, 관백, 태정대신 어느 임관을 거부하는 오다 노부나가를 우려하는 조정의 뜻을 전한다.
코노에 사키히사 - 카와이 카츠오
쿠교(상급 귀족).
쿠조 카네타카 - 요네무라 료타로
관백.
오기마치 천황
제106대 천황.
도둑에 빼앗긴 단바야마 국교장을 되찾아 조정에 헌납한 아케치 미츠히데의 공적을 칭송하고 갑옷을 하사했다.

### 기독교 관계자
루이스 프로이스 - 오지엘 노자키
포르투갈인 기독교 선교사.
오르간티노 - 보브 와리
이탈리아인 기독교 선교사.
로렌소 - 아키마 노보루
기독교 수도사.
야스케 - 베르나르 아카
아프리카 출신의 흑인 노예.
코엘류 - 히카르두 테셰이라.
기독교 선교사.
발리냐노
기독교 선교사.

### 그 외
센노 리큐 - 이부 마사토
히데요시의 다두. 당초의 이름은 소에키(宗易).
카이센 죠키 - 야마모토 가쿠
카이 국 에린지(恵林寺) 주지.
이마이 소큐 - 코니시 히로유키
이즈미 국 사카이의 상인, 에고슈.
모키치 - 레이제이 키미히로
아리오카 성 아래의 상인.
타츠조 - 스가 타카마사
하세가와 소린의 부하.
나야 코자에몬 - 이시이 요스케
오사카의 상인.
야마노우에 소지
다인. 리큐의 제자.

## 스태프
- 작 - 마에카와 요이치
- 음악 - 칸노 유고
- 테마 음악 연주 - NHK 교향악단
- 테마 음악 지휘 - 히로카미 준이치
- 연주 - 바르샤바 국립 필하모니 관현악단
- 이야기 - 후지무라 시호 (제1 ~ 6회) / 히로세 슈코 (제7회 ~ )
- 프로듀서 - 카츠타 나츠코
- 연출 - 타나카 켄지, 모토키 카즈히로, 오오하라 타쿠, 오자키 히로카즈

## 방송

### 보통 방송 시간
- NHK 종합 텔레비전:일요일 20시 ~ 20시 45분
- NHK BS 프리미엄:일요일 18시 ~ 18시 45분
- (재방송) NHK 종합 텔레비전:토요일 13시 5분 ~ 13시 50분

### 방송 일자
- 첫회는 60분 확대판

※ 아래의 파란색 숫자는 '최저 시청률'이고, 빨간색 숫자는 '최고 시청률'입니다.
| 방송 회차                          | 방송일 (2014년) | 부제                   | 연출            | 기행                                                                                           | 시청률 | 시청률 | 시청률 | 시청률   |
| 방송 회차                          | 방송일 (2014년) | 부제                   | 연출            | 기행                                                                                           | 간토   | 간사이 | 주쿄   | 북부큐슈 |
| ---------------------------------- | --------------- | ---------------------- | --------------- | ---------------------------------------------------------------------------------------------- | ------ | ------ | ------ | -------- |
| 1                                  | 1월 5일         | 생존의 법칙            | 타나카 켄지     | 히로미네 신사(효고현 히메지시)                                                                 | 18.9%  | 23.0%  | 20.1%  | 24.8%    |
| 2                                  | 1월 12일        | 잊지 못할 첫사랑       | 타나카 켄지     | 고챠쿠 성터(효고현 히메지시)                                                                   | 16.9%  | 17.8%  | 18.1%  | 24.8%    |
| 3                                  | 1월 19일        | 생명의 용도            | 타나카 켄지     | 묘코쿠지(오사카부 사카이시)                                                                    | 18.0%  | 18.3%  | 19.1%  | 26.2%    |
| 4                                  | 1월 26일        | 새로운 출발            | 모토키 카즈히로 | 칸온지(효고현 가코가와시)                                                                      | 16.5%  | 19.8%  | 16.7%  | 24.0%    |
| 5                                  | 2월 2일         | 사투의 끝              | 모토키 카즈히로 | 다쓰노성(효고현 다쓰노시)                                                                      | 16.0%  | 21.8%  | 19.7%  | 23.6%    |
| 6                                  | 2월 9일         | 노부나가의 내기        | 타나카 켄지     | 효즈 신사(효고현 니시와키시)                                                                   | 15.0%  | 15.8%  | 14.8%  | 20.0%    |
| 7                                  | 2월 16일        | 결단의 때              | 타나카 켄지     | 요시다코리야마성 유적(히로시마현 아키타카타시 요시다정) 안코쿠지 후도인(히로시마현 히로시마시) | 15.2%  | 19.3%  | 18.2%  | 22.3%    |
| 8                                  | 2월 23일        | 히데요시라고 하는 남자 | 타나카 켄지     | 기후성(기후현 기후시)                                                                          | 16.1%  | 16.8%  | 17.8%  | 22.1%    |
| 9                                  | 3월 2일         | 칸베에 시험받는다      | 모토키 카즈히로 | 쿠로다가 구연의 땅 비석(시가현 나가하마시)                                                     | 15.4%  | 19.0%  | 19.1%  | 24.0%    |
| 10                                 | 3월 9일         | 모리 내습              | 모토키 카즈히로 | 아카성 도루이(토루) 유적(아카 신사, 효고현 히메지시)                                           | 15.7%  | 18.9%  | 17.8%  | 25.5%    |
| 11                                 | 3월 16일        | 목숨 건 잔치           | 오오하라 타쿠   | (타카츠키) 성 유적 공원(오사카부 다카쓰키시)                                                   | 15.8%  | 15.7%  | 17.8%  | 24.4%    |
| 12                                 | 3월 23일        | 인질 쇼쥬마루          | 오오하라 타쿠   | 시기산 성(나라현 헤구리정) 마츠나가 히사히데의 무덤(나라 현 오지정)                            | 15.8%  | 17.9%  | 19.0%  | 23.4%    |
| 13                                 | 3월 30일        | 코데라는 아직인가      | 타나카 켄지     | 타케나카씨 진야(병영) 유적(기후현 다루이정)                                                    | 12.9%  | 15.1%  | 14.5%  | 22.8%    |
| 14                                 | 4월 6일         | 갈라지는 자매          | 모토키 카즈히로 | 고즈키성 유적(효고현 사요정)                                                                   | 14.8%  | 15.8%  | 15.4%  | 19.1%    |
| 15                                 | 4월 13일        | 하리마 분단            | 오오하라 타쿠   | 쇼묘지(효고현 카코가와시)                                                                      | 14.9%  | 18.3%  | 17.8%  | 20.1%    |
| 16                                 | 4월 20일        | 코즈키 성의 수호       | 타나카 켄지     | 엔쿄지(효고현 히메지시)                                                                        | 16.2%  | 17.9%  | 17.4%  | 21.0%    |
| 17                                 | 4월 27일        | 버림받은 성            | 모토키 카즈히로 | 미키성 유적(효고현 미키시)                                                                     | 15.6%  | 17.7%  | 17.9%  | 21.5%    |
| 18                                 | 5월 4일         | 배신하는 이유          | 오오하라 타쿠   | 아리오카성 유적(효고현 이타미시) 이바라키 성터(오사카부 이바라키시)                            | 12.3%  | 14.9%  | 15.6%  | 17.3%    |
| 19                                 | 5월 11일        | 비정의 덫              | 타나카 켄지     | 아즈치성 유적(시가현 오미하치만시)                                                             | 13.7%  | 16.3%  | 16.2%  | 19.9%    |
| 20                                 | 5월 18일        | 사로잡힌 군사          | 모토키 카즈히로 | 토모성 유적(히로시마현 후쿠야마시)                                                             | 15.0%  | 17.3%  | 18.0%  | 22.0%    |
| 21                                 | 5월 25일        | 쇼쥬마루의 목숨        | 오오하라 타쿠   | 고묘 이나리 신사(기후현 타루이정) 오카야마 봉화장(기후현 세키가하라정)                         | 14.8%  | 19.1%  | 17.9%  | 21.3%    |
| 22                                 | 6월 1일         | 아리오카, 최후의 날    | 타나카 켄지     | 타케나카 한베에의 묘(효고현 미키시)                                                            | 16.6%  | 18.8%  | 20.0%  | 24.6%    |
| 23                                 | 6월 8일         | 한베에의 유언          | 모토키 카즈히로 | 아리마 온천(효고현 고베시)                                                                     | 16.0%  | 18.7%  | 18.7%  | 23.7%    |
| 24                                 | 6월 15일        | 돌아온 군사            | 오오하라 타쿠   | 하리마 국 소쟈 이타테효즈 신사(효고현 히메지시)                                                | 17.5%  | 19.3%  | 17.5%  | 26.0%    |
| 25                                 | 6월 22일        | 화려한 생활의 끝       | 타나카 켄지     | 사카모토성 유적(시가현 오쓰시)                                                                 | 16.4%  | 16.4%  | 18.5%  | 26.4%    |
| 26                                 | 6월 29일        | 나가마사 첫 출진       | 모토키 카즈히로 | 묘코지(오카야마현 세토우치시)                                                                  | 14.9%  | 17.6%  | 19.3%  | 21.3%    |
| 27                                 | 7월 6일         | 타카마츠 수공          | 오오하라 타쿠   | 다카마쓰성 유적(오카야마현 오카야마시)                                                         | 16.7%  | 20.3%  | 20.0%  | 24.5%    |
| 28                                 | 7월 13일        | 혼노지의 변            | 타나카 켄지     | 혼노지(교토부 교토시)                                                                          | 17.5%  | 22.1%  | 20.1%  | 21.7%    |
| 29                                 | 7월 20일        | 천하의 기책            | 모토키 카즈히로 | 시미즈 무네하루 공 자살(자해)의 터(오카야마현 오카야마시)                                      | 19.4%  | 20.5%  | 19.8%  | 23.7%    |
| 30                                 | 7월 27일        | 츄고쿠 대회군          | 오오하라 타쿠   | 야마자키성 유적(교토 부 오야마자키정)                                                          | 15.6%  | 17.7%  | 18.6%  | 19.1%    |
| 31                                 | 8월 3일         | 천하인에의 길          | 오자키 히로카즈 | 시즈가타케(시가현 나가하마시) 키타노쇼성(후쿠이현 후쿠이시)                                    | 18.2%  | 20.7%  | 17.6%  | 21.2%    |
| 32                                 | 8월 10일        | 안녕히, 아버지여!      | 모토키 카즈히로 | 야마자키성(효고현 시소시) 쿠로다 모토타카 묘(효고현 히메지시)                                  | 16.1%  | 19.2%  | 18.4%  | 20.9%    |
| 33                                 | 8월 17일        | 상처투성이의 혼        | 오오하라 타쿠   | 오사카성 유적(오사카성 공원, 오사카부 오사카시)                                                | 16.7%  | 16.9%  | 19.2%  | 20.2%    |
| 34                                 | 8월 24일        | 큐슈 출진              | 오자키 히로카즈 | 고쿠라성(후쿠오카현 기타큐슈시) 우루츠 성(후쿠오카현 지쿠조정)                                 | 13.0%  | 17.4%  | 17.7%  | 20.7%    |
| 35                                 | 8월 31일        | 히데요시의 속셈        | 타나카 켄지     | 키이다니 성 유적(후쿠오카현 치쿠죠정)                                                          | 14.5%  | 14.0%  | 15.7%  | 15.0%    |
| 36                                 | 9월 7일         | 시련의 신천지          | 모토키 카즈히로 | 우마가다케 성 유적(후쿠오카현 유쿠하시시) 호넨지(후쿠오카현 치쿠죠정)                          | 15.1%  | 17.4%  | 19.5%  | 21.2%    |
| 37                                 | 9월 14일        | 키이다니의 비극        | 오오하라 타쿠   | 나카츠 성(오이타현 나카쓰시)                                                                   | 14.6%  | 16.1%  | 16.7%  | 16.1%    |
| 38                                 | 9월 21일        | 위기에 몰리는 군사     | 후지나미 히데키 | 텐토쿠지(후쿠오카현 치쿠죠정) 고간지(오이타현 나카츠시)                                        | 15.0%  | 17.7%  | 17.7%  | 17.5%    |
| 39                                 | 9월 28일        | 뒤를 잇는 자           | 타나카 켄지     | 쥬라쿠다이 터(교토부 교토시)                                                                   | 14.6%  | 15.1%  | 16.3%  | 18.7%    |
| 40                                 | 10월 5일        | 오다와라의 함락        | 오오하라 타쿠   | 오다와라 성터 공원(가나가와현 오다와라시)                                                      | 17.6%  | 18.9%  | 19.2%  | 18.2%    |
| 41                                 | 10월 12일       | 사나이들의 각오        | 후지나미 히데키 | 센노 리큐 저택 유적(세이메이 신사, 교토 부 교토 시)                                            | 14.1%  | 16.6%  | 16.4%  | 14.8%    |
| 42                                 | 10월 19일       | 태합의 야망            | 모토키 카즈히로 | 나고야성 유적(사가현 가라쓰시)                                                                 | 15.6%  | 17.9%  | 17.8%  | 18.3%    |
| 43                                 | 10월 26일       | 죠스이 탄생            | 타나카 켄지     | 하치만야마성 유적(시가현 오우미하치만시)                                                       | 15.3%  | 15.7%  | 17.1%  | 14.6%    |
| 44                                 | 11월 2일        | 떨어지는 거성          | 스즈키 코우     | 미하라성 유적(히로시마현 미하라시)                                                             | 15.0%  | 18.2%  | 17.3%  | 16.2%    |
| 45                                 | 11월 9일        | 히데요시의 최후        | 오오하라 타쿠   | 후시미성 유적(후시미 모모야마릉, 교토부 교토시)                                                | 16.8%  | 18.4%  | 19.8%  | 17.4%    |
| 46                                 | 11월 16일       | 이에야스, 움직이다     | 모토키 카즈히로 | 하코자키궁(후쿠오카현 후쿠오카시) 다자이후 텐만궁(후쿠오카현 다자이후시)                       | 16.4%  | 19.6%  | 19.5%  | 18.5%    |
| 47                                 | 11월 23일       | 죠스이 모의            | 타나카 켄지     | 칸온지(시가현 마이바라시) 사와야마성터(시가현 히코네시)                                        | 15.4%  | 17.3%  | 18.5%  | 14.8%    |
| 48                                 | 11월 30일       | 천하동란               | 오오하라 타쿠   | 카스가 신사(후쿠오카현 키타큐슈시)                                                             | 16.6%  | 20.3%  | 19.4%  | 16.5%    |
| 49                                 | 12월 7일        | 죠스이 최후의 승부     | 모토키 카즈히로 | 이시가키바루 옛 전쟁터 비석(오이타현 벳푸시)                                                   | 15.8%  | 21.3%  | 19.5%  | 16.9%    |
| 50                                 | 12월 21일       | 난세를 여기서 끝내다   | 타나카 켄지     | 후쿠오카현 후쿠오카시 교토부 교토시                                                            | 17.6%  | 19.4%  | 21.1%  | 19.3%    |
| 평균시청률                         | 평균시청률      | 평균시청률             | 평균시청률      | 평균시청률                                                                                     | 15.8%  | 18.2%  | 18.1%  | 20.8%    |
| (시청률조사: 관동 지방 비디오서치) |                 |                        |                 |                                                                                                |        |        |        |          |

※각 회 시청률

## 관련 상품

### 블루레이&DVD
본편을 수록한 블루레이&DVD. 포니캐년으로부터 발매. 블루레이&DVD 모두 수록 내용은 동일.
- 대하드라마 군사 칸베에 제1집 (2014년 8월 29일 발매/3매 세트/제1 ~ 12회 수록)

### 서적
공식 가이드 북
- NHK 대하드라마·스토리 군사 칸베에 전편 ISBN 978-4-14-923365-9(2013년 12월 19일 발매, NHK 출판)
- NHK 대하드라마·스토리 군사 칸베에 후편 ISBN 978-4-14-923366-6(2014년 5월 29일 발매, NHK 출판)
- NHK 대하드라마 역사 핸드 북 군사 칸베에 ISBN 978-4-14-910868-1(2013년 12월 19일 발매, NHK 출판)

노블라이즈
아오키 쿠니코에 의한 노블라이즈. 전 4권. 전부 NHK 출판으로부터 간행.
1. 군사 칸베에 一 ISBN 978-4-14-005643-1(2013년 11월 27일 발행)
2. 군사 칸베에 二 ISBN 978-4-14-005644-8(2014년 3월 20일 발행)

### CD
- 대하드라마 군사 칸베에 오리지널 사운드트랙 Vol.1 (2014년 1월 29일 발매, SMJ International)
- 대하드라마 군사 칸베에 오리지널 사운드트랙 Vol.2 (2014년 6월 25일 발매, SMJ International)